# Utricularia tortilis
Utricularia tortilis — вид рослин із родини пухирникових (Lentibulariaceae).

## Біоморфологічна характеристика
Однорічний вид. Наземна трава. Ризоїди і столони капілярні, численні. Листки нечисленні, зазвичай зникають у час цвітіння, супротивні на столонах, лінійні, до 2 см × 0.5–15 мм, 1–3-жилкові. Пастки численні, кулясті, на коротких ніжках, залозисті, 0.6–1.0 мм завдовжки. Суцвіття прямовисні чи зазвичай скручені, 5–40 см заввишки; квіток 1–6, зазвичай віддалених. Частки чашечки трохи нерівні, завдовжки 3–6 мм, верхня частка з гострою верхівкою; нижня — з дрібнозубчастою. Віночок зазвичай фіолетовий з темно-синьою, зеленуватою, жовтою чи білою плямою на піднебінні, рідше повністю жовтий чи білий, 5–10 мм завдовжки; верхня губа вузько довгаста; нижня губа кругла; піднебіння підняте; шпора шилоподібна, зазвичай вигнута, гостра чи рідше тупа. Коробочка вузько яйцеподібна. Насіння численне, кулясте, 0.3–0.35 мм у діаметрі.

## Середовище проживання
Вид поширений у тропічній Африці: Намібія, Ангола, пд. Зімбабве, Сенегал, Гвінея-Бісау, Малі, Гвінея, Сьєрра-Леоне, Ліберія, Кот-д'Івуар, Гана, Того, Бенін, Нігерія, Центральноафриканська Республіка, Чад, Екваторіальна Гвінея, Бурунді, Уганда, Кенія, Танзанія, Замбія, Зімбабве, Конго [Браззавіль].
Населяє торф'яний ґрунт на болотах і болотистих місцевостях, а також вологі скелі